# Rhizobactérie favorisant la croissance des plantes

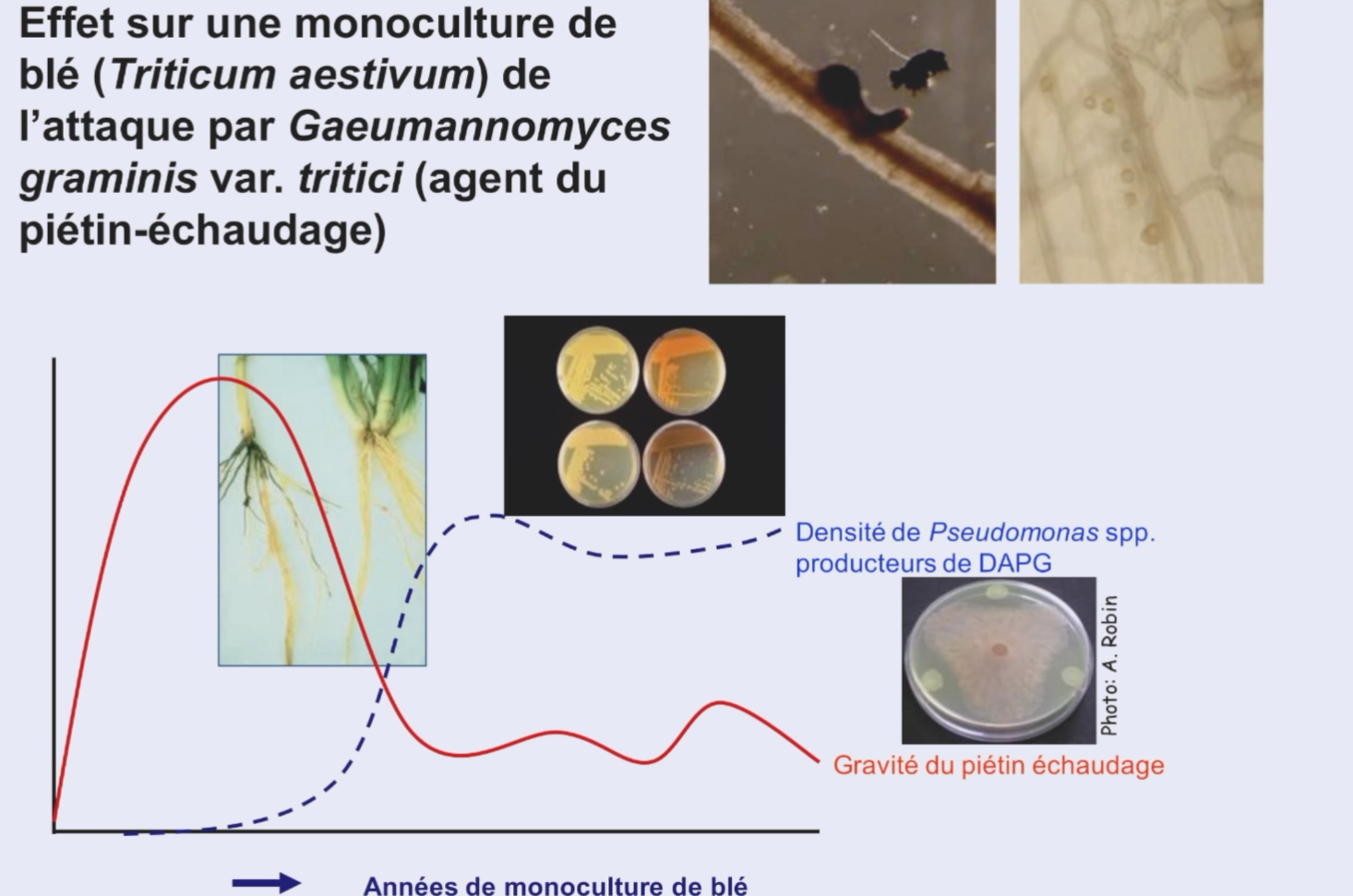
L'exemple du piétin-échaudage illustre la suppressivité des sols, attribuée à la présence de bactéries du sol du sous-groupe Pseudomonas fluorescens, rhizobactéries favorisant la croissance des plantes et qui produisent un antibiotique fongique (le DAGP) permettant de réguler le piétin-échaudage du blé causé par le champignon Gaeumannomyces graminis.

Les rhizobactéries favorisant la croissance des plantes ou RFCP (en anglais : PGPR, acronyme de Plant Growth Promoting Rhizobacteria) sont des bactéries de la rhizosphère bénéfiques à la croissance et à la santé des plantes. On distingue deux grands groupes de RFCP : Les phytostimulatrices et les phytoprotectrices.

## Bactéries phytostimulatrices
Elles influencent la croissance des plantes :
- en améliorant la biodisponibilité de certains nutriments par la fixation de l'azote atmosphérique, ou par solubilisation du phosphate,
- en synthétisant des phytohormones comme des auxines, cytokinines, gibbérellines,
- en modulant le développement des plantes, grâce à une activité 1-aminocyclopropane-1-carboxylate (ACC) désaminase, qui va entraîner une élongation racinaire,
- en facilitant la mise en place ou le fonctionnement des symbioses mutualistes entre les racines et les bactéries fixatrices d'azote ou les champignons mycorhiziens.

## Bactéries phytoprotectrices
Dans certains sols, on voit apparaître une propriété émergente de résistance du sol à la maladie. Cette résistance est la capacité du sol à permettre le développement de plantes saines (faible niveau de maladie) alors que l'agent pathogène est présent et que les conditions climatiques sont favorables au développement de la maladie. Ainsi, des RFCP phytoprotectrices favorisent la croissance des plantes en réduisant le niveau de certaines maladies. Pour cela, elles peuvent agir :
- par antagonisme en produisant des antibiotiques délétères pour les pathogènes,
- par interférence avec des signaux, en détruisant les molécules signaux des pathogènes,
- en activant la résistance systémique induite des plantes, qui augmente la résistance des plantes à l'attaque des pathogènes, ou
- en contrôlant la croissance des pathogènes par la compétition pour les éléments nutritifs, comme la compétition pour le carbone et la compétition pour le fer dont la biodisponibilité dans le sol est très faible.